# 屈米省

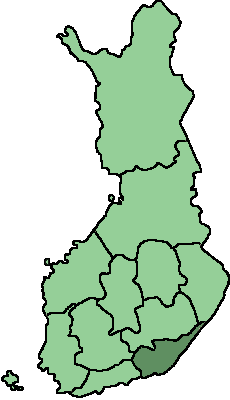
屈米省在芬蘭的位置（1997年）

屈米省（芬蘭語：Kymen lääni）是芬蘭東南部的一個舊省。位於芬蘭灣北岸，東鄰俄羅斯。
原來是維堡省的一部份。蘇芬戰爭後該省大部份土地被割了蘇聯，剩下的部分組成本省。1997年與新地省和海梅省南部組成南芬蘭省。首府科沃拉。